# Brynfuktspindel
Brynfuktspindel (Robertus neglectus) är en spindelart som först beskrevs av O. Pickard-Cambridge 1871.  Brynfuktspindel ingår i släktet fuktspindlar, och familjen klotspindlar. Arten är reproducerande i Sverige. Inga underarter finns listade.